# Cue sheet
Cue sheet, або файл cue —  файл з метаданими, що описують розкладку треків CD або DVD диска. Файли cue мають текстовий формат і зазвичай мають розширення .cue. Вперше файли cue sheet з'явилися у програмі CDRWIN. Тепер вони підтримуються багатьма програмними продуктами для роботи з файловими системами оптичних дисків та програвачами мультимедіа.
Для Audio-CD cue файли вказують назву та виконавців альбому і його треків, а також імена одного або більше використовуваних аудіофайлів. Часто використовуються файли MP3, WAV і образи диска, хоча деякі програми підтримують інші формати. Файли cue особливо корисні при запису або прослуховуванні концертних записів або міксів діджеїв, в яких всі треки записані в один файл.
Крім того, cue файли використовуються для багатьох типів CD в зв'язці з образом диска. Зазвичай образ диска має розширення .bin.